# سابین (بلغارستان)
سابین (به بلغاری: Сабин) فرمانروای بلغارستان از ۷۶۵ تا ۷۶۶ میلادی بود.
دربارهٔ تبار سابین اختلاف نظر است. برخی او را اسلاو دانسته‌اند و برخی ریشهٔ نام او را لاتین یا ایرانی حدس زده‌اند. او از قبیلهٔ ووکیل نبود و به واسطهٔ پیوند زناشویی به بلغارها پیوسته بود. سابین پس از کشته شدن تلتس به فرمانروایی رسید و سیاست سازش با امپراتوری روم شرقی را در پیش گرفت. ولی بلغارها بر ضد او مجتمع شدند و سابین ناچار شد به امپراتوری روم شرقی پناهنده شودو مابقی عمرش را در تبعید بزید.